# Escles
Escles és un municipi francès, situat al departament dels Vosges i a la regió del Gran Est. L'any 2007 tenia 471 habitants.

## Demografia

### Població
El 2007 la població de fet d'Escles era de 471 persones. Hi havia 178 famílies, de les quals 32 eren unipersonals (12 homes vivint sols i 20 dones vivint soles), 57 parelles sense fills, 81 parelles amb fills i 8 famílies monoparentals amb fills.
La població ha evolucionat segons el següent gràfic:
Habitants censats

### Habitatges
El 2007 hi havia 214 habitatges, 177 eren l'habitatge principal de la família, 25 eren segones residències i 12 estaven desocupats. 208 eren cases i 4 eren apartaments. Dels 177 habitatges principals, 154 estaven ocupats pels seus propietaris, 19 estaven llogats i ocupats pels llogaters i 4 estaven cedits a títol gratuït; 1 tenia una cambra, 5 en tenien dues, 10 en tenien tres, 48 en tenien quatre i 112 en tenien cinc o més. 134 habitatges disposaven pel capbaix d'una plaça de pàrquing. A 78 habitatges hi havia un automòbil i a 83 n'hi havia dos o més.

### Piràmide de població
La piràmide de població per edats i sexe el 2009 era:
| Homes | Edats   | Dones |
| ----- | ------- | ----- |
| 0     | 95 o +  | 0     |
| 0     | 90 a 94 | 0     |
| 0     | 85 a 89 | 8     |
| 4     | 80 a 84 | 0     |
| 16    | 75 a 79 | 16    |
| 8     | 70 a 74 | 20    |
| 16    | 65 a 69 | 12    |
| 8     | 60 a 64 | 8     |
| 0     | 55 a 59 | 0     |
| 20    | 50 a 54 | 24    |
| 8     | 45 a 49 | 0     |
| 12    | 40 a 44 | 20    |
| 8     | 35 a 39 | 4     |
| 20    | 30 a 34 | 16    |
| 8     | 25 a 29 | 12    |
| 0     | 20 a 24 | 8     |
| 8     | 15 a 19 | 32    |
| 8     | 10 a 14 | 16    |
| 12    | 5 a 9   | 12    |
| 28    | 0 a 4   | 16    |

## Economia
El 2007 la població en edat de treballar era de 282 persones, 216 eren actives i 66 eren inactives. De les 216 persones actives 193 estaven ocupades (107 homes i 86 dones) i 23 estaven aturades (11 homes i 12 dones). De les 66 persones inactives 19 estaven jubilades, 17 estaven estudiant i 30 estaven classificades com a «altres inactius».

### Ingressos
El 2009 a Escles hi havia 179 unitats fiscals que integraven 464 persones, la mediana anual d'ingressos fiscals per persona era de 14.505 €.

### Activitats econòmiques
Dels 17 establiments que hi havia el 2007, 2 eren d'empreses de fabricació de material elèctric, 1 d'una empresa de fabricació d'altres productes industrials, 6 d'empreses de construcció, 3 d'empreses de comerç i reparació d'automòbils, 1 d'una empresa de transport, 1 d'una empresa d'hostatgeria i restauració, 2 d'entitats de l'administració pública i 1 d'una empresa classificada com a «altres activitats de serveis».
Dels 8 establiments de servei als particulars que hi havia el 2009, 1 era un taller de reparació d'automòbils i de material agrícola, 1 guixaire pintor, 1 fusteria, 3 lampisteries, 1 electricista i 1 restaurant.
L'any 2000 a Escles hi havia 20 explotacions agrícoles que ocupaven un total de 1.452 hectàrees.

## Equipaments sanitaris i escolars
L'únic equipament sanitari que hi havia el 2009 era una ambulància.
El 2009 hi havia una escola elemental.

## Poblacions més properes
El següent diagrama mostra les poblacions més properes.